# Andris Skadiņš
Andris Skadiņš (* 11. Mai 2005) ist ein lettischer Leichtathlet, der sich auf den Zehnkampf spezialisiert hat. 

## Sportliche Laufbahn
Erste internationale Erfahrungen sammelte Andris Skadiņš im Jahr 2022, als er bei den U18-Europameisterschaften in Jerusalem mit 6927 Punkten auf den 13. Platz im Zehnkampf gelangte. Im Jahr darauf musste er seinen Wettkampf bei den U20-Europameisterschaften ebendort vorzeitig beenden und 2024 belegte er bei den U20-Weltmeisterschaften in Lima mit 7505 Punkten den achten Platz. Im Jahr darauf musste er seinen Wettkampf bei den U23-Europameisterschaften in Bergen erneut vorzeitig beenden.
In den Jahren 2024 und 2025 wurde Skadiņš lettischer Meister im Zehnkampf sowie 2025 Hallenmeister im Siebenkampf.

## Persönliche Bestleistungen
- Zehnkampf: 7101 Punkte, 15. Juni 2025 in Valmiera
  - Siebenkampf (Halle): 5474 Punkte, 12. Januar 2025 in Valmiera